# Macario de Würzburg
Macario de Würzburg, Macario, el Escocés, o Macario, el Abad, fue un religioso fundador, primer superior de su comunidad en Escocia. Es venerado como beato por la Iglesia católica, aunque su culto nunca se ha hecho públicamente reconocido. Su festividad es el 6 de enero.

## Hagiografía
Macario ingresó a la orden de los Benedictinos aproximadamente en el 1138, relativamente joven en el momento de su ingreso. Posteriormente se convirtió en prior del monasterio de Santiago de Ratisbonia, para luego, por encargo del abad Dermitius, convertirse en superior de un monasterio en Würzburg, con 11 monjes bajo sus órdenes. Según relatos el obispo Embrico fue quien consagró a Macario como primer abad del Monasterio fundado en Franconia.
Se le atribuye una vida ascética, virtudes y milagros de toda clase, lo que llevó a popularizarse su imagen por la región. A pesar de nunca haberse abierto su proceso de canonización, se toma como declaración informal la mención que el Papa Clemente XII hace de él, refiriéndose a Macario como un "Santo".